# Fiołek polny
Fiołek polny, bratek polny (Viola arvensis Murr.) – gatunek rośliny należący do rodziny fiołkowatych (Violaceae). Występuje naturalnie w Afryce Północnej, Europie i Azji, ale został szeroko rozprzestrzeniony i zaaklimatyzowany na wszystkich kontynentach z wyjątkiem Antarktydy.

## Rozmieszczenie geograficzne

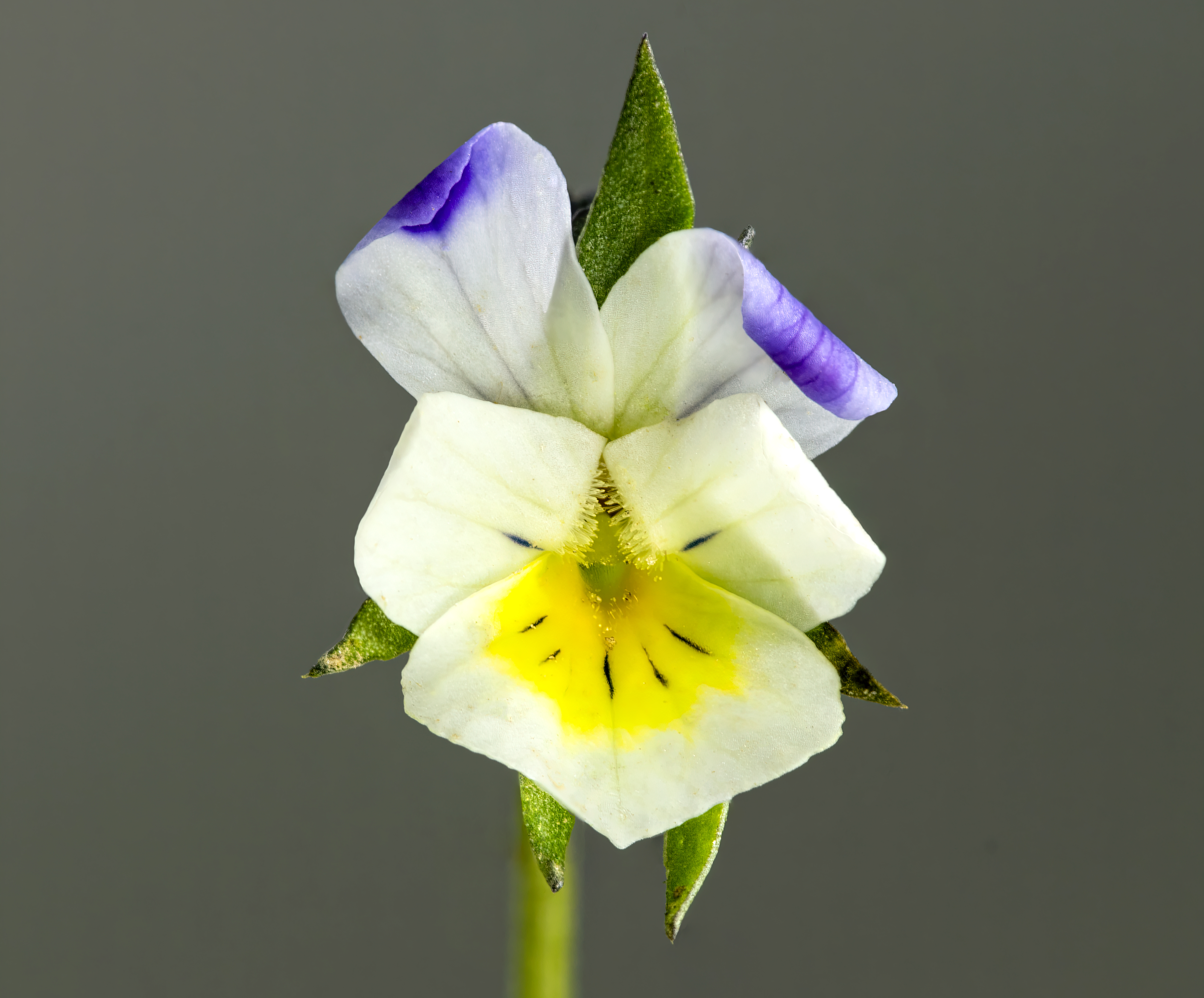
Kwiat

Pierwotny zasięg fiolka polnego ograniczał się do Afryki Północnej, Europy i Azji. Występuje naturalnie w takich państwach jak Maroko, Algieria, Tunezja, Hiszpania (wliczając Wyspy Kanaryjskie), Portugalia (także na Maderze), Andora, Francja (również obecny na Korsyce), Belgia, Holandia, Wielka Brytania, Irlandia, Norwegia, Szwecja, Finlandia, Dania, Niemcy, Polska, Słowacja, Czechy, Węgry, Austria, Szwajcaria, Włochy (wliczając Sardynię i Sycylię), Słowenia, Chorwacja, Serbia, Bośnia i Hercegowina, Czarnogóra, Macedonia Północna, Albania, Grecja, Bułgaria, Rumunia, Mołdawia, Ukraina, Białoruś, Litwa, Łotwa, Estonia, Rosja (jej europejska część oraz Syberia), Turcja, Cypr, Iran, Kazachstan i Mongolia. W Polsce jest bardzo pospolity na całym obszarze, z wyjątkiem wyższych partii gór. Status gatunku we florze Polski: prawdopodobnie archeofit. 
Fiołek polny został rozpowszechniony na wszystkich kontynentach z wyjątkiem Antarktydy – występuje w Stanach Zjednoczonych (szczególnie na Wschodnim i Zachodnim Wybrzeżu, w Kanadzie (poza jej północną częścią), na Grenlandii, w Kolumbii, Ekwadorze, Boliwii, Chile, Argentynie, na Falklandach, w Południowej Afryce, na Rosyjskim Dalekim Wschodzie (w Kraju Nadmorskim, na Kamczatce i Sachalinie), Półwyspie Koreańskim, w Chinach (w Mandżurii), na Tajwanie, w Australii (w Nowej Południowej Walii i Tasmanii) oraz Nowej Zelandii (na Wyspie Północnej).

## Morfologia
ŁodygaUlistniona, podnosząca się lub wzniesiona, pojedyncza lub słabo rozgałęziona, o wysokości od 10 (czasami nawet od 5) cm do 20 (wyjątkowo do 35) cm. Powierzchnia u okazów wczesnowiosennych krótko odstająco owłosiona, w okresie dojrzałości owoców już naga, lub słabo, odlegle owłosiona.
LiścieDolne sercowate i długoogonkowe, środkowe i górne jajowate, jajowatolancetowate, lub elipsoidalne, najszersze w połowie długości. Liście środkowe i górne mają długość do 3,5 cm, szerokość około 1,5 cm. Wierzchołki ich blaszek są tępo zaostrzone lub tępe, brzegi karbowane lub piłkowane, nasady klinowato zwężone. Wszystkie liście brodawkowato owłosione. Przylistki pierzastodzielne, ich szczytowy, jajowaty i karbowano-piłkowany odcinek jest nieco tylko mniejszy od blaszki liściowej.
KwiatyGrzbieciste o długości do 1,5 cm, wyrastające z kątów liści na szypułkach dłuższych od liści. Działki kielicha lancetowate, zaostrzone, z wyraźnymi przydatkami u nasady. Ostroga niebieskofioletowa, cienka, krótsza lub niewiele dłuższa od przydatków działek. Korona krótsza od kielicha, w pełni kwitnienia jej kremowe lub żółte płatki są całkowicie rozpostarte. Dolny płatek zazwyczaj ma ciemnożółtą plamkę, górny jest w mniejszym lub większym stopniu fioletowo nabiegły. Na bocznych płatkach znajdują się dwie promieniste kreski, na dolnym pięć. W gardzieli dolnego płatka dwa rzędy włosków, początkowo równoległych, głębiej rozchodzących się. Pręcików 5, słupek z esowato zgiętą i zgrubiałą pod znamieniem szyjką. Na przedniej stronie szyjki słupka brak ciemnej plamki. Ziarna pyłku zazwyczaj z pięcioma bruzdami.
OwoceTrójgraniasta torebka o tej samej długości co kielich. Pęka 3 klapami. Zawiera liczne, jajowate, jasnobrunatne i podłużnie bruzdowane nasiona z elajosomem.
KorzeńCienki, prosty korzeń palowy.

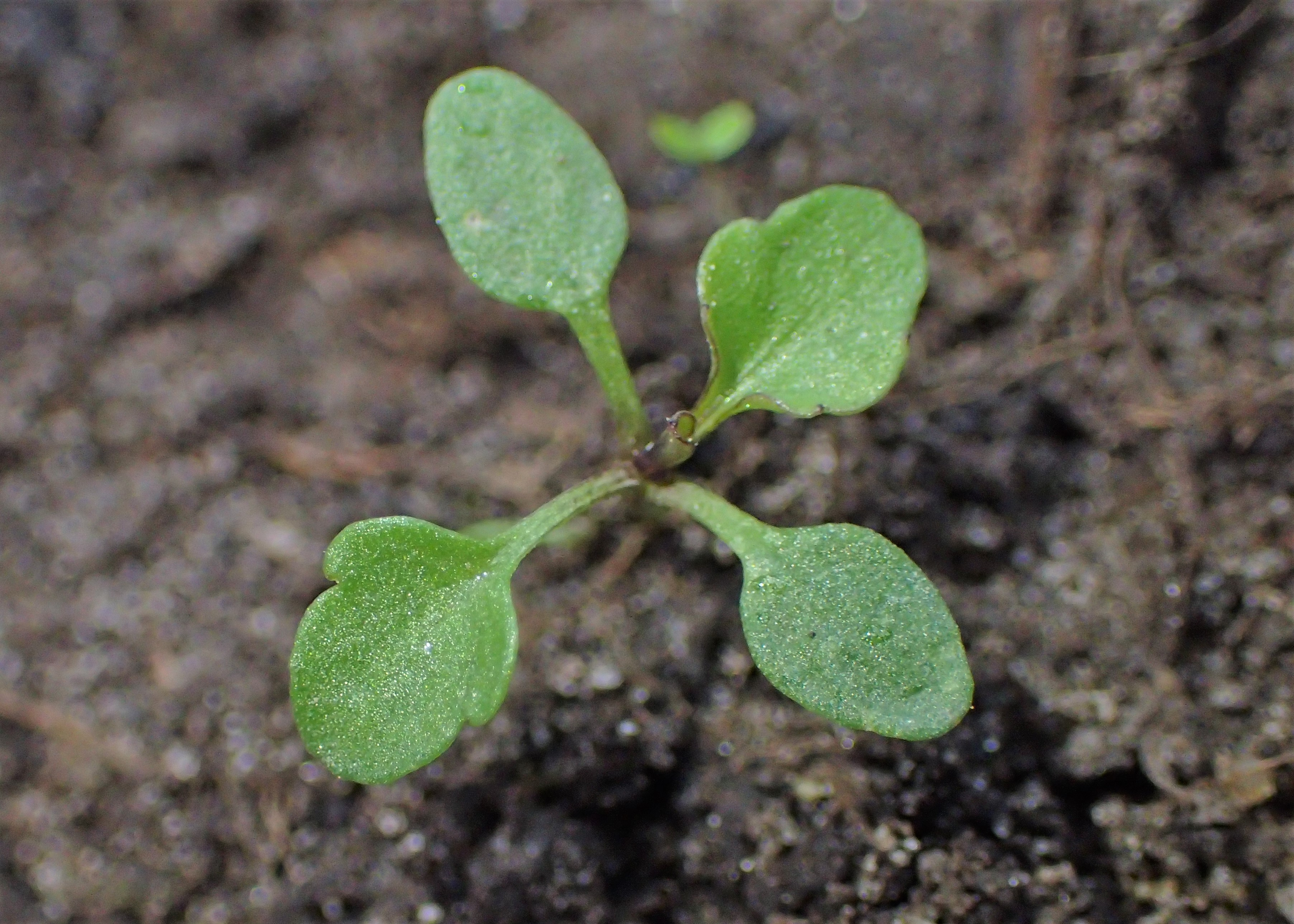
Siewka
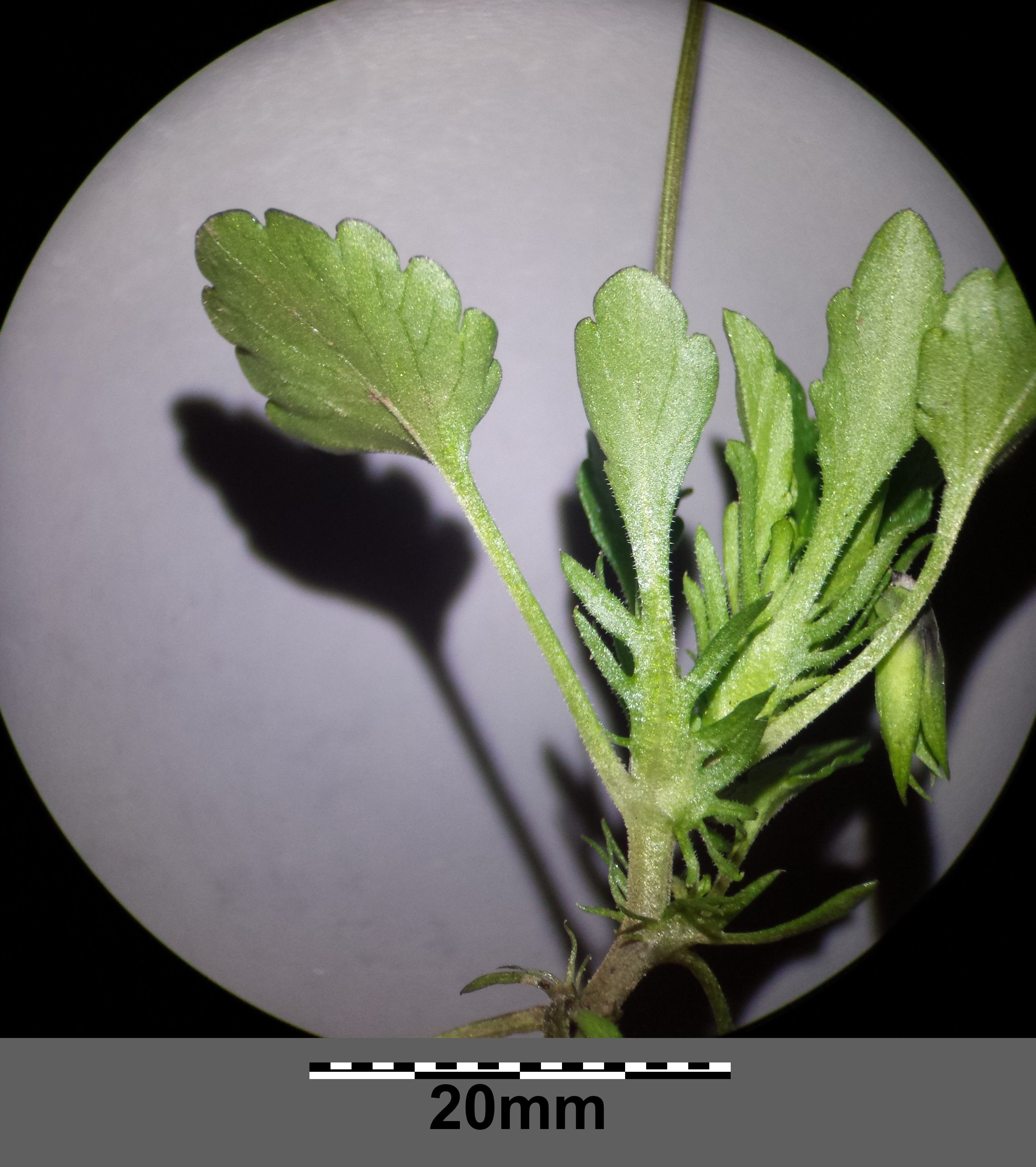
Liście
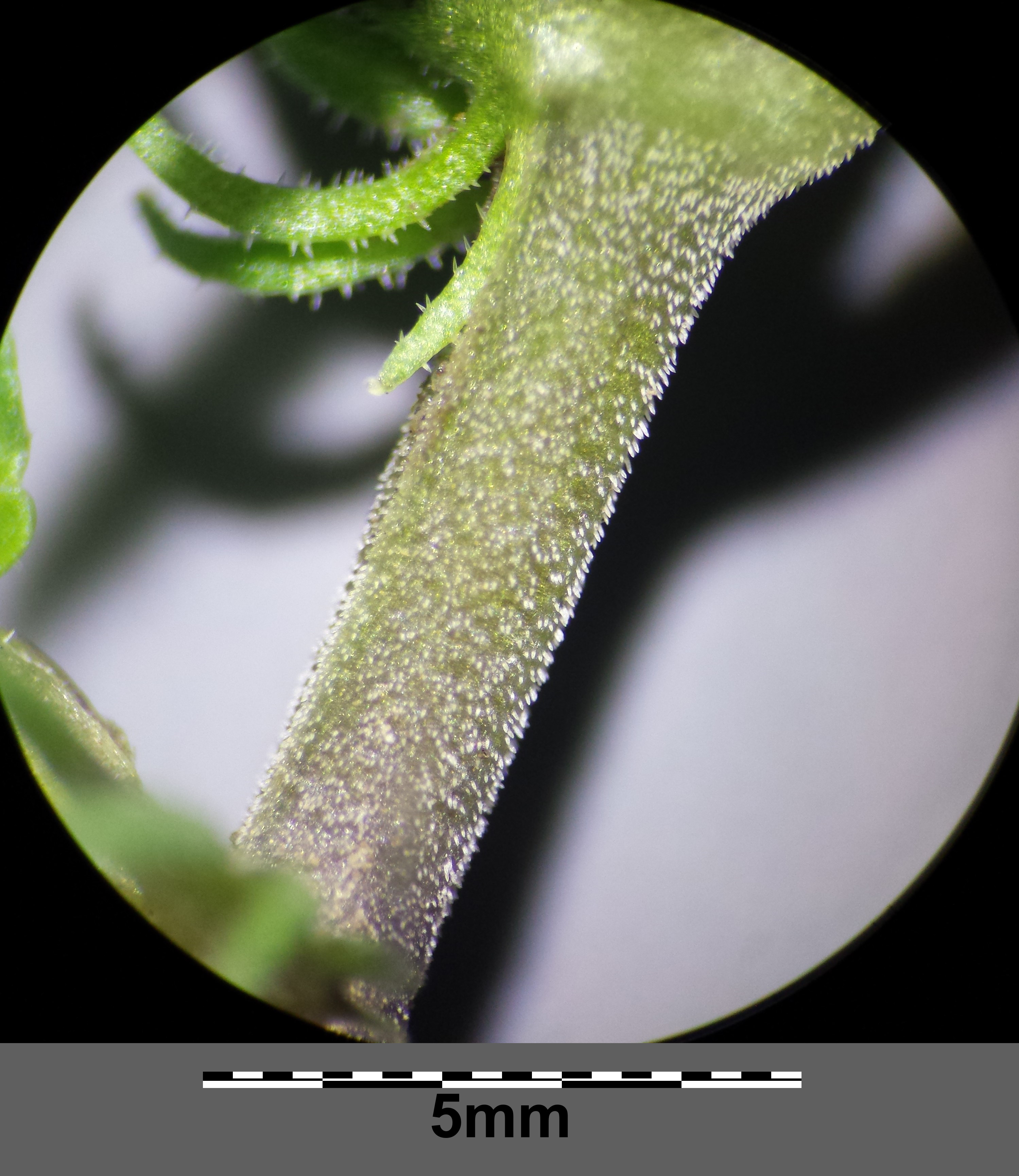
Łodyga
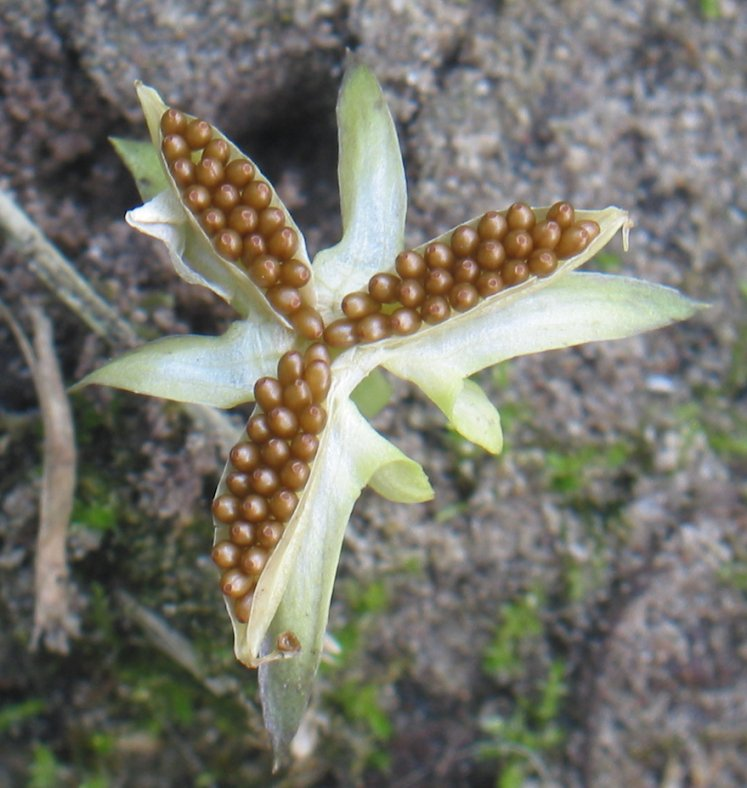
Pęknięta torebka z nasionami

Gatunki podobnePozostałe dwa krajowe, występujące na niżu gatunki fiołków o bocznych płatkach częściowo nachodzących na płatki górne oraz żółtych elementach korony – fiołek trójbarwny oraz fiołek Kitaibela. Fiołek Kitaibela jest bardziej owłosiony; różni się także mniejszymi kwiatami. Ponadto jest dość podobny do V. parvula, który odróżnić można po bardzo krótkiej ostrodze całkowicie ukrytej przez duże działki kielicha.

## Biologia i ekologia
RozwójRoślina jednoroczna, czasami wieloletnia. Kwitnie od kwietnia do października. Występuje na wysokości do 2100 m n.p.m. Może rozmnażać się na kilka sposobów. Najczęściej przez ballochorię – gwałtownie pękająca torebka wyrzuca nasiona. W ten sposób rozsiewa się na niewielkie tylko odległości. Ale może też na dużo większe – nasiona wypadające z dojrzałych torebek są roznoszone przez mrówki (myrmekochoria). Ponieważ nie są trawione, mogą być także roznoszone przez zjadające je zwierzęta (endochoria). Jedna roślina wytwarza kilka tysięcy nasion. Nasiona mogą zachować zdolność kiełkowania w ziemi do 10 lat. Optymalna temperatura ich kiełkowania wynosi 13 °C.
SiedliskoRoślina synantropijna i segetalna. Rośnie na nieużytkach, przydrożach, terenach kolejowych oraz na polach uprawnych jako chwast, zwłaszcza w uprawach zbóż, szczególnie ozimych, oraz w uprawach roślin strączkowych, kukurydzy i ziemniaków. W klasyfikacji zbiorowisk roślinnych gatunek charakterystyczny dla klasy (Cl.) Stellarietea mediae.
Oddziaływania międzygatunkoweNa fiołku polnym pasożytują niektóre gatunki grzybów i lęgniowców: Golovinomyces orontii, Peronospora violae, Ramularia agrestis.
Genetyka i zmiennośćLiczba chromosomów 2n = 34. Fiołek polny tworzy mieszańce z fiołkiem trójbarwnym (V. ×tricoloroformis Gerst.).
W obrębie tego gatunku oprócz podgatunku nominatywnego wyróżniono jeden podgatunek:
- V. arvensis subsp. megalantha Nauenb. – występuje we Włoszech, Szwajcarii, Austrii oraz Albanii[18], jednak niektóre źródła podają go z Polski[8]. Jest to roślina 1–2-letnia, o płaskiej i pachnącej koronie długości 18–25 mm i płatkach przeważnie dłuższych od działek kielicha, żółtych, górą fioletowo nabiegłych[8].

## Nazewnictwo
Dawne nazwy gatunku to „braciszki” i „bratki małe”. Od pierwszego wydania Roślin polskich (1924) gatunek określany jest mianem fiołka polnego i ta nazwa powtarzana jest w listach krytycznych gatunków flory polskiej i słownikach botanicznych. W części publikacji jako poboczna odnotowywana jest także nazwa „bratek polny” (w słownikach botanicznych nazwa „bratek” stosowana jest tylko dla fiołka ogrodowego).

## Zastosowanie
W medycynie ludowej fiołek polny był używany jako roślina lecznicza. Surowcem zielarskim była cała roślina. Ziele zawiera niewielką ilość alkaloidów, barwników, cukrów, kwasu winowego, ziele i korzeń zawierają dużo saponin. Wykazuje działanie moczopędnie, odtruwające. Wewnętrznie stosowano go w chorobie wieńcowej oraz nadciśnieniu, a zewnętrznie przeciwko trądzikowi młodzieńczemu.

## Szkodliwość i zwalczanie
Fiołek polny to niewielka roślina, i z tego względu często lekceważy się jego zwalczanie. Szczególnie zagraża kiełkującym nasionom i siewkom roślin uprawnych, rozwija się bowiem szybciej od nich i zagłusza je. Gdy pojawi się w dużej liczbie może znacznie obniżyć plony, szczególnie na plantacjach jęczmienia i rzepaku, gdyż ich nasiona kiełkują w tym samym czasie, co nasiona fiołków. W plantacji rzepaku 100 roślin fiołka polnego na 1 m² może obniżyć plon nawet o 35%.
Zapobiega się jego nadmiernemu rozwojowi poprzez działania profilaktyczne: bronowanie upraw, używanie materiału siewnego pozbawionego nasion chwastów, głęboka orka pożniwna i używanie do nawożenia tylko dobrze przekompostowanego obornika i kompostu. Chemiczne zwalczanie jest trudne, gdyż fiołek polny jest odporny na wiele herbicydów. Zarejestrowano wiele środków do jego zwalczania, ale ich skuteczność bywa różna. Najbardziej skuteczne są preparaty zawierające takie substancje czynne jak: diflufenikan, izoproturon, beflubutamid lub aminopyralid. Należy też je dostosować do gatunku uprawianej rośliny, do fazy jej wzrostu oraz do warunków atmosferycznych.